# グランド・キャニオン (組曲)
組曲『グランド・キャニオン』（Grand Canyon Suite）は、ファーディ・グローフェが作曲した管弦楽組曲。グローフェの代表作の1つである。本作の邦題は『大峡谷』と訳されることもあるが、「大きな峡谷」といった意味の普通名詞ではなく、固有名詞としてアメリカのグランド・キャニオンを指しており、その情景が描写されている。

## 概要
グローフェは、かねてより壮大な景観に心奪われていたグランド・キャニオンを管弦楽作品にすることを、1920年に思い立ったという。しかし作曲にはかなり苦労を重ね、またアレンジャーの仕事もあったため、ほぼ10年の歳月を費やして1931年に完成された。初演は完成の年の11月22日、ポール・ホワイトマン指揮の楽団によってシカゴで行なわれた。このときの題名は『グランド・キャニオンの5つの絵画』というもので、その5曲も「日没」「日の出」「ホピ・ダンス」「赤い砂漠」「豪雨」とされていた。のちにレコーディング・マネージャーのE・T・キングの助言によって改められ、現在の題名になった。
この作品でグローフェが見せた、鮮やかな色彩感覚が溢れるオーケストレーション、スケールの大きな管弦楽の表現力、さらにジャズの手法を取り入れた斬新なアイデアは、アメリカに生まれたオーケストラ音楽の傑作のひとつとして評価された。作品は自然を前にしてグローフェの感動が率直な形で綴られた音楽作品といえる。
日本では、小学校の音楽の教科書へ掲載される例もあり、20世紀に作曲された著名な管弦楽曲の一つとして広く知られる。

## 構成
平易で親しみやすい描写があり、中でも第3曲「山道を行く」はユニークな作品として単独でも演奏される。5曲からなり、演奏時間は約36分。
第1曲 日の出 （アンダンティーノ）
夜明け前のグランド・キャニオンの描写で始まり、壮麗で感動的な日の出までが描かれる。1929年にサンタモニカで作曲されたという。
第2曲 赤い砂漠 （レント）
グランド・キャニオンの南側に広がる赤い砂漠地帯を描写した曲。刻々と変化する砂漠の様子が、色彩的なオーケストレーションによってパノラマのように浮き彫りにされていく。
第3曲 山道を行く （アンダンティーノ・モデラート－アレグレット・ポコ・モッソ）
曲の冒頭にはヴァイオリン・ソロによるカデンツァが入り、その後ロバ（あるいはラバ）とともに背中に揺られて山道を進む旅人の様子が描かれる。ロバの足音の巧みな描写の裏から、のどかなカウボーイ・ソング風のメロディが響く。エンディングにはチェレスタのカデンツァが演奏されるが、このカデンツァは、山小屋から流れてくるオルゴールを描写している。
第4曲 日没 （モデラート－アダージョ）
雄大な景観を彷彿とさせるグランド・キャニオンの日没が描かれている。
第5曲 豪雨 （ラルゴ－アレグロ・モデラート）
激しい豪雨が描かれる。ウィンド・マシーンなどが取り入れられており、かなりリアリティ溢れる雷雨の情景が眼前に広がって圧迫される音楽である。グローフェが遭遇した夏の嵐の経験が生かされた作品である。ピアノが接近してくる雷雲の表現、閃光の表現として脇役として活躍している。すさまじく容赦なく吹き荒れる嵐の中、強烈な一撃の落雷が発生し嵐は収まって遠ざかっていく。

## 編成
- フルート 2
- ピッコロ（フルート3番に持ち替え）
- オーボエ 2
- イングリッシュホルン（オーボエ3番に持ち替え）
- クラリネット 2
- バスクラリネット
- バスーン 2
- コントラバスーン
- ホルン 4
- トランペット 3
- トロンボーン 2
- バストロンボーン
- チューバ
- 打楽器
  - バスドラム
  - スネアドラム
  - シンバル
  - ゴング
  - トライアングル
  - ベル
  - チャイム
  - ヴィブラフォン
  - ココナッツシェル
  - ウィンドマシーン
  - ライトニングマシーン
- ティンパニ
- チェレスタ
- ピアノ（チェレスタと兼任可）
- ハープ
- 弦五部

## 映画
1959年、ウォルト・ディズニー・プロダクションが短編映画化。アニメ「眠れる森の美女」の初公開時に同時上映した。グランド・キャニオンの実写映像を使用し、各曲を映像に合うよう再構成した作品で、アカデミー短編実写賞を受賞するなど高評価を得た。DVDまたはブルーレイの「眠れる森の美女」の特典映像で見ることができる。
舞台は当然オリジナルの音楽と同じグランド・キャニオンだが、曲順や解釈は大幅にアレンジされている。指揮フレデリック・スターク。
第1曲 赤い砂漠&日の出
「赤い砂漠」の雄大な空撮映像に始まり、「日の出」では渓谷の合間に流れる川を下る。
第2曲 山道を行く
山道を行くのはオリジナルのロバではなく、渓谷に住まう虫や小動物達。
第3曲 豪雨
激しい自然の猛威が描かれるが、降るのは雨ではなく雪。渓谷が白く染まる冬の映像である。
第4曲 日没&フィナーレ
冬を越えて「日没」では春を謳歌する渓谷の花々、「フィナーレ」で再度雄大な空撮。渓谷に日が落ちる。

## 関連作品
- アルプス交響曲（リヒャルト・シュトラウス）
- ミシシッピー組曲
- 大峡谷 (アルバム) - 冨田勲によるシンセサイザー版